# Santi Borrell Giró
Santi Borrell Giró (Vilafranca del Penedès, 1 de setembre de 1972) és un poeta en llengua catalana.
El seu primer llibre Els dies a les mans es va publicar el 2010, amb dues edicions exhaurides, considerat com un dels fenòmens editorials d'aquella temporada. El 2013 es va publicar el seu segon llibre de poesia Fragments d'una pedra i també es va exhaurir. Mar da Morte, el seu tercer llibre de poesia, publicat el 2017, és una edició en català amb traducció al gallec d'Amauta Castro. Ha estat organitzador de diversos festivals de poesia (Kinzena Poetika, a Vilafranca del Penedès; i Festival de Poesia a les Caves, a Sant Sadurní d'Anoia). Ha promogut diversos llibres col·lectius: Poetes a la Xarxa (2010, Poemes i blogs), i Poesia a la Frontera. Antologia de poetes en llengua catalana, aragonesa i castellana (2011, March Editor i Llibreria Serret. ISBN 9788496638938).
El seu compromís amb la realitat el va portar a impulsar el Manifest de Poetes Catalans per la Independència, presentat a la seu de l'Institut d'Estudis Catalans l'octubre del 2014, amb l'adhesió de 300 poetes. El 2016 es va editar el seu estudi La història del Cava (Publicacions de l'Ajuntament de Sant Sadurní d'Anoia), que rebé el Premi al Millor Llibre d'Història de Vins en l'àmbit mundial (Gourmand. Word Cookbook Awards& 2016). El 2018 es va editar un altre estudi, La vinya i el vi del Penedès. 1885-2018, una continuació de l'estudi del cava que rebé el Premi al Millor Llibre d'Europa de Vins (Gourmand. Word Cookbook Awards 2018).

## Llibres de vins
- Història del cava: Sant Sadurní d'Anoia.  Sant Sadurní d'Anoia: Ajuntament de Sant Sadurní d'Anoia, 2016.
- La vinya i el vi del Penedès. 1850-2018. Vilafranca del Penedès, 2020. ISBN 9788409094042.

### Poesia
- Els dies a les mans.  Vilafranca del Penedès: Edicions de pedra, 2010. ISBN 9788461420513.
- Fragments d'una pedra.  Vilafranca del Penedès: Edicions de pedra, 2013. ISBN 9788461658404.
- Mar da Morte. Vilafranca del Penedès: Edicions de pedra, 2017. ISBN 9788469753613.